# Поліванов Єгор Антонович
Єгор Антонович Поліванов (нар. 1930 — ?) — радянський партійний діяч, секретар Волинського обласного комітету КПУ. 

## Біографія
Освіта вища. Член КПРС.
На 1965—1967 роки — завідувач відділу шкіл Волинського обласного комітету КПУ.
На 1971—1974 роки — завідувач відділу науки та навчальних закладів Волинського обласного комітету КПУ.
На 1976—1980 роки — завідувач відділу організаційно-партійної роботи Волинського обласного комітету КПУ.
З 1980 до 5 грудня 1987 року — секретар Волинського обласного комітету КПУ з питань ідеології.

## Нагороди та відзнаки
- орден Трудового Червоного Прапора
- ордени
- медалі
- Почесна грамота Президії Верховної Ради Української РСР (4 квітня 1980 р.)